# Cristian Oroș
Cristian Daniel Oroș (sinh ngày 15 tháng 10 năm 1984 ở Sighetu Marmației) là một cầu thủ bóng đá người România thi đấu ở vị trí trung vệ cho Luceafărul Oradea.

## Sự nghiệp câu lạc bộ
Vào ngày 26 tháng 7 năm 2008 Oroș ghi bàn trong trận đấu đầu tiên tại Liga I trước Unirea Urziceni, khi thi đấu cho FC Braşov.

## Danh hiệu
FC Brașov
- Liga II (1): 2007–08

Astra Giurgiu
- Liga I (1): 2015–16
- Siêu cúp bóng đá România (1): 2016